# Orkiestra Zespołu Szkół Elektronicznych w Bydgoszczy
Orkiestra Dęta Zespołu Szkół Elektronicznych – orkiestra dęta złożona z uczniów i absolwentów szkolna Zespołu Szkół Elektronicznych w Bydgoszczy.

## Historia
Orkiestra została założona w listopadzie 1968 r. Założycielem zespołu, wieloletnim jego szefem i dyrygentem był Leon Eliasz – muzyk Filharmonii Pomorskiej i kapelmistrz orkiestr dętych. Początkowo występowała pod nazwą Harcerska Orkiestra Dęta i koncertowała tylko w środowisku szkolnym. Z czasem zespół zaczął pokazywać się na szerszym i miejskim forum, dając koncerty z okazji Dni Bydgoszczy i Dnia Nauczyciela oraz uświetniając plenerowymi występami różne imprezy sportowe. Repertuar orkiestry od samego początku uwzględniał: hymny, marsze, polonezy, krakowiaki oraz utwory o charakterze piosenkarskim i dixielandowym. 
Mimo rotacji młodych muzyków, wielu z nich po skończeniu szkoły nie traciło kontaktu z  orkiestrą, która zyskiwała wiele nagród i wyróżnień na przeglądach i konkursach. Stała się kolekcjonerką cennych pucharów wręczanych jej przez: władze Inowrocławia (1971), wojewodę bydgoskiego (1985), kuratora oświaty i wychowania (1988), prezydenta Inowrocławia (1994). W 1975 r. przypadła orkiestrze Nagroda Ministerstwa Oświaty i Wychowania, a w 1994 r. – Nagroda Ministra Edukacji Narodowej. 
Od 1995 r., kiedy po latach pracy Leona Eliasza obdarzono tytułem Honorowego Dyrygenta, kierownictwo objął były puzonista orkiestry, absolwent WSP w Bydgoszczy – Krzysztof Beszczyński oraz Piotr Stachura. 
Pod jego batutą zespół kontynuował pasmo sukcesów. Zdobył m.in. II miejsce na XXIV Ogólnopolskim Festiwalu Młodzieżowych Orkiestr Dętych o Puchar Marszałka Sejmiku Samorządowego (1999) oraz Grand Prix OFMOD w Inowrocławiu w 2001 r. Orkiestra występowała wielokrotnie za granicą: NRD (1983), Turcja (1990), Francja (1991), Szwecja (2000), Niemcy (2007), Włochy (2019). Od 2006 roku współpracuje z Akademią Muzyczną im. Feliksa Nowowiejskiego w Bydgoszczy. 

## Charakterystyka
Zespół plasuje się w czołówce krajowych młodzieżowych orkiestr dętych. Uświetnia swoją grą uroczystości szkolne, miejskie, kościelne i środowiskowe. Zespół tworzą uczniowie i absolwenci Zespołu Szkół Elektronicznych oraz z innych szkół średnich. 